# Ондо, Мариано
Мариано Ондо Монсуй Ангонг (исп. Mariano Ondo Monsuy Angong; 29 июня 1999, Айене, Экваториальная Гвинея — 14 сентября 2022, Малабо, там же) — экваториальногвинейский футболист, правый защитник. Выступал за национальную сборную.

## Клубная карьера
На родине играл за клуб «Кано Спорт». 17 августа 2018 года перешёл в македонский клуб «Шкупи» за 30 тысяч евро. Дебютировал 4 марта в домашнем матче с «Работничками», выйдя в стартовом составе. В июле 2022 года присоединился к испанскому «Рапидо де Боузас», с которым у «Кано Спорт» развито сотрудничество. За клуб не дебютировал из-за проблем с разрешением на работу.

## Карьера в сборной
Выступал за сборную до 23 лет. На первую сборную дебютировал 9 октября 2017 года в домашнем матче со сборной Маврикия.

## Смерть
14 сентября 2022 года на тренировке национальной сборной потерял сознание, скончался по пути в больницу.

## Достижения

### Клубные

#### «Кано Спорт»
- Чемпион Экваториальной Гвинеи: 2019